# 幸福操作官
『幸福操作官』（こうふくそうさかん）は、ソニー・コンピュータエンタテインメントより2004年4月15日に発売された日本のPlayStation 2用シミュレーションゲームである。

## 概要
近未来の日本において仮想空間上に作られた現代風の町を舞台に、動けなくなった100名の人々を解放し、さらに全ての人々に幸福感を与えることを目指すシミュレーションゲームである。プレイヤーは仮想空間を管理する係官に扮し、そこで生活する任意の「アバター」（人の意識を投影した代理人格）の生活を観察しながら接触した人々を正常化し、しばしば現れる妨害者の攻撃からアバターを守り、彼らの発する幸福や不幸の感情を収集・再分配して、全ての人々の幸福感を一定以上と為すのが目的となる。アバターの行動は幸福感に応じて変化し、生活の中で関わる他のアバターによっても変化する。即ち、同一のアバターでも、観察時の幸福感によって積極的な行動をしたり消極的に思い悩んだりし、以前はオフラインだった他のアバターと関わることによって、または接触した他のアバターの幸福感の度合いによっても、生活の様子が変化する。そうして人間関係が影響しあう様子をパッケージや公式サイトでは「ヒューマン・スクランブル」（人間交差点）と称する。アバター1人辺りのプレイ時間は約20分で、同じアバターを繰り返し観察することもできる。
全編3DCGで表現されるが、アバターはフラットシェーディング（細かい平面の並ぶ角ばった姿に見える投影法）により表現される。アバターの会話や思考は文字として表示され、彼らの声は不明瞭な音声として表現される。

## ストーリー
21XX年、「幸せを感じる心」を失いつつある国民の活力を取り戻すべく、日本政府は「国家幸福省」を創設、シアワセ増幅器「クローバー(CLOVER)」を作り上げた。クローバーは、仮想空間上に21世紀初頭の日本を再現した町「ハビタット」を出現させ、コールドスリープ状態で接続した人々の意識を「アバター」としてそこで生活させて、そこから生まれる“幸せの感覚”「ハッピーエナジー」をアバターを通じて収集・再分配することによって、全ての人々に幸福感を与える仕組みである。
ところがある日、原因不明の重大事故が発生、人々の意識を乗せたままのアバターが全てハビタット上で活動を停止してしまい、さらに本来は定員100名であるクローバーに「101人目」が不正に接続したことが判明する。事態を重く見た国家幸福省は、1人の科学者をクローバーの管理権限を持つ「幸福操作官」として緊急招集したのである。

## システム

### フォーカスアバターの選択
ゲームを開始すると、最初に観察対象とする「フォカースアバター」を選択する。アバターは家族や同棲・同居する世帯単位で分けられ、いずれかの世帯を選ぶとそこに属するオンライン状態（後述）のアバターを見ることができる。アバター選択時にL1/R1ボタンを押すと、そのアバターの紹介と彼/彼女が現在保有するハッピーエナジー量とを示す「PROFILE」と、前回プレイ時にそのアバターが訪れた場所とそこに居たアバターの氏名とを示す「ROUTE」を確認できる。アバター選択状態でさらに○ボタンを押すとそのアバターの観察を開始する。

### アバターの生活
ゲームでは、ハビタットに於ける1日を朝・昼・夕・夜の4つの場面で描き、夜を終えたところで観察を終了する。朝から昼などの場面転換ではフォーカスアバターが町の中を移動する様子と、オンライン状態のアバター全ての移動状況がエリア毎に表示される。各アバターは、例えば最初に観察する馬場一郎では朝は自宅（馬場家）→昼はクローバー高校→夕は工事現場→夜は自宅という具合に、それぞれ自分の生活サイクルに従って自律的に行動する。

### エレメントとスナッチ
アバターは、生活する中で良い機嫌を示すハート型の「アップエレメント」や悪い機嫌を示すドクロ型の「ダウンエレメント」を発生させることがある。それらは放っておくと、画面右側に配置された「パーソナルタンク」に吸い込まれ、フォーカスアバターの「ハッピーエナジー」を増減させる。パーソナルタンク内のハッピーエナジーの量はフォーカスアバターの「フィール」（機嫌）を5段階に変化させ、フィールの高いアバターはアップエレメントを、フィールの低いアバターはダウンエレメントを多く発生させて、自身の行動に影響を与える。一日を終えた段階で最終的に蓄積されたハッピーエナジーは、後に別のアバターを観察中に彼/彼女が登場する際の行動にも影響する。
エレメントが発生したときプレイヤーが○ボタンを押し続けると、画面左側に配置された「オペレーターズタンク」にエレメントを「スナッチ」（横取り）することができる。スナッチされたエレメントはフォーカスアバターには影響を与えず、オペレーターズタンク内のハッピーエナジーはアップエレメントをスナッチすると増加、ダウンエレメントをスナッチすると減少する。オペレーターズタンクに蓄積されたハッピーエナジーは次回以降に持ち越すことができ、さらにオペレーターズタンク容量上限である50まで蓄積した際に△ボタンを押すと「エナジーカプセル」を最大3つまで作成できる。エナジーカプセルは□ボタンで任意に使用でき、フォーカスアバターの持つハッピーエナジーをその場で50増加させたり、後述する「強制コネクト」や「正体不明アバター撃退プログラム」を必ず成功させる効果を持つ。なお、パーソナルタンクが一杯のときにアップエレメントが発生するとハッピーエナジーは自動的にオペレーターズタンクへ向かい、オペレーターズタンクが一杯の時にアップエレメントをスナッチしようとしたり、同タンクが空の時にダウンエレメントをスナッチしようとすると、エレメントはパーソナルタンクへと戻ってしまう（両方上限に達している時に発生したアップエレメントは失われる）。
こうしてエレメントをスナッチすることによってフォーカスアバターのフィールを調節し、フィールの高いアバターから回収したハッピーエナジーをフィールの低いアバターに還元し、全アバターのパーソナルタンクを80以上にすることがゲームの最終目的となる。

### 強制コネクト
ゲーム初回起動時、最初のフォーカスアバターとなる馬場一郎以外のアバターは全身灰色の「オフライン状態」（「固まっている」とも表現される）で行動できなくなっている。そうしたアバターにフォーカスアバターが話しかけるなど接触（「コネクト」）すると「強制コネクトモード」が起動し、プレイヤーが○ボタンを連打して制限時間内にオペレーターズタンクのハッピーエナジーを注ぐことにより、対象を正常な状態に戻す。この際、より速く連打すると、ハッピーエナジー消費を抑制できる。また、エナジーカプセルを投与すれば、強制コネクトは必ず成功する。強制コネクトに必要なハッピーエナジー量は、それを試みるフォーカスアバターと対象の人間関係によって、例えば家族など近しい関係では少なく済み、赤の他人であれば多く必要となる。必要なハッピーエナジーがオペレーターズタンクに無かったり制限時間内に間に合わなかった場合は強制コネクトに失敗する。こうしてオフライン状態のアバターを全て「オンライン状態」に戻すことがゲーム前半の目的となる。

### 正体不明アバター撃退システム
ゲーム中、フォーカスアバターのパーソナルタンクが71以上のとき、進行が突然止まって「不正コンタクト検知」という赤い警告が表示されることがある。これは、プレイヤーの敵となる「101人目のアバター」の登場を告げるもので、直後に彼を撃退するミニゲームが開始される。「正体不明アバター撃退システム」は、アバターの生活空間を表示する「ビューモード」と異なり、正方形で緑色の「タイル」が7×7枚並ぶ空間で展開される。フォーカスアバターは動けない状態で中央に配置され、101人目のアバターは地面に潜って移動したり、姿を現してはフォーカスアバターをダウンエレメントで攻撃しフィールを下げようとする。プレイヤーは方向ボタンを使い、水色に変化するタイルを辿って101人目のアバターを追跡し、彼が出現したところで○ボタンを連打してアップエレメントで攻撃し、彼の体力メーターを空にすると撃退できる。あるいは、エナジーカプセルを使うと即座に彼を撃退できる。プレイヤーが101人目のアバターを撃退できなかった場合、彼はフォーカスアバターのハッピーエナジーを一定量減少させた段階で自ら退散し、撃退の成否にかかわらず101人目のアバターが居なくなるとゲームは再びビューモードへと戻る。

### リポートと評価
以上のようにして夜の場面まで観察を終えると、フォーカスアバターのハッピーエナジー最終獲得量に応じた「個人リポート」が表示され、次にオンライン状態の全アバターの状況を確認できる「全体リポート」へ移り、セーブを経て1回のゲームが終了する。このとき、フォーカスアバターのハッピーエナジー最終量が100であり、かつ彼/彼女にとって重要な出来事が発生していれば、彼/彼女の幸せな夜の光景を描く「グループエンディング」のグラフィックが表示され、次のグループエンディングを迎えるまでゲームの起動画面にも表示される。
全てのアバターをオンライン状態にし、かつ全てのアバターのハッピーエナジー保有量を80以上にすればゲームの目的を達成するが、それ以後もゲームを続けることができる。

## 主なアバター
本節では、プレイヤーが必ず最初に関わる者と妨害者、並びに公式サイト「特選キャラ」に挙げられるアバターを示す。なお、アバターの氏名には読み仮名が無く、全て正確な読みは不明である。
馬場 一郎
16歳の男子高校生。クローバー高校へ通うかたわら、怠惰な父・福助と飲んだくれの母・菊江に代わり、工事現場のアルバイトで生計を支えている。ゲーム初回起動時に唯一「オンライン」状態で、プレイヤーが必ず最初に観察するアバターである。
竹之内 勲
41歳の出版社編集員。再婚したばかりの愛する妻・明子と高校生の息子・太と暮らす。倒産しそうな会社を憂い、担当するわがままな人気漫画家・小松 裕子に振り回される。
花田 桜子
クローバー高校へ通う17歳。“脅威のビジュアルクイーン”を自称し、ところ構わず自分愛を振りまいては周囲に迷惑をかけている。家族には、居酒屋を営むダイエット中の父・豊と、娘と同じ性格の母・玉木が居る。
金子 哲也
33歳のデザイナー。マイペースな性格で、それ故に家庭を顧みない。娘の美香は今日誕生日を迎える。
馬場 二郎
上記馬場一郎の弟、4歳。両親が働かず貧しい家計を支える兄を助けるべく、クローバー公園で毎日、靴磨きをする。いつも公園で一緒に遊ぶ女の子・米倉 萌に淡い想いを抱いているが、言い出せずにいる。
小堺 杜夫
（株）秋冬出版社社長、52歳。上記竹之内 勲をはじめ多数の社員を抱える大手出版社ながら経営危機を迎えており、資金調達に奔走する。夫の窮状にもかかわらず贅沢をやめられない妻・悦子と、貧乏を恋人に打ち明けられず悩む高校生の娘・麗子と暮らし、泉田 みゆきと愛人関係にある。
101人目のアバター
本来はハビタット上に居るはずのない、不正なアバター。正確な名前や正体、年齢など一切不明。浅黒い肌で乱れた髪と口ひげを生やし、上半身裸に黒いズボンを履いた姿をしている。ゲーム開始時に全てが停止したアバターの中から馬場一郎のみを元に戻した上で幸福操作官（プレイヤー）を挑発、他のアバターと違い幸福捜査官の存在を明確に認識しており、画面に向かっておちゃらけた言葉を投げかけ、フォーカスアバターを不幸にしようとする謎の人物。